# Wilhelm Tranow
Wilhelm Tranow (* 1891) war ein deutscher Kryptoanalytiker, der vor und während der Zeit des Zweiten Weltkriegs im B-Dienst (Beobachtungsdienst) der deutschen Kriegsmarine gegnerische verschlüsselte Funksprüche, vor allem der britischen Handelsmarine, erfolgreich entzifferte.

## Leben
Wilhelm Tranow arbeitete bereits im Ersten Weltkrieg als Funker und im Beobachtungs- und Entzifferungsdienst der Kaiserlichen Marine. Nach dem Krieg entstand daraus der Beobachtungsdienst, dem Tranow in den frühen 1920er-Jahren als einer der ersten Mitarbeiter in ziviler Funktion beitrat. Chef des dem OKM (Oberkommando der Marine) unterstehendem B-Dienstes während der Zeit des Zweiten Weltkriegs war Kapt.z.See Heinz Bonatz. Tranow galt als einer der wichtigsten Kryptoanalytiker des B-Dienstes. Er wird als „alterfahren und energisch“ beschrieben. In den 1930er-Jahren wurde er zum Leiter des englischsprachigen Referats befördert, wo er die kryptanalytischen Angriffe auf Codes und Verschlüsselungsverfahren der britischen Royal Navy leitete. Im Jahr 1935 gelang die Entzifferung eines der britischen Verfahren durch Vergleich mit den im Lloyd’s Weekly Shipping Report veröffentlichten Schiffsbewegungen.
Während des Zweiten Weltkriegs gelang es dem B-Dienst-Referat unter Tranows Leitung, die Überchiffrierung der alliierten Handelsschiffs-Funksprüche (Merchant Navy Code) abzustreifen. Dies half den deutschen U-Booten, alliierte Geleitzüge im Atlantik besser aufzuspüren und angreifen zu können. Auch während des Höhepunkts der kriegswichtigen Schlacht im Atlantik konnte die durch die Briten am 20. August 1940 eingeführte Naval Cypher No. 2 (deutscher Deckname „Köln“) zunächst teilweise, und ab Februar 1941 bis 1943 vollständig entziffert werden. Besonders wichtig war der Bruch der Naval Cypher No. 3 (deutscher Deckname „Frankfurt“), die die Briten für ihre Atlantik-Convoys benutzten. Dies half dem Befehlshaber der U-Boote (BdU), Admiral Karl Dönitz, die im Atlantik operierenden deutschen U-Boote gezielt auf die alliierten Geleitzüge anzusetzen.
Aufgrund nachrichtendienstlicher Erkenntnisse aus entzifferten deutschen Enigma-Funksprüchen schöpften die Briten schließlich Verdacht, gaben die Naval Cipher No. 3 auf und ersetzten sie am 10. Juni 1943 durch die Naval Cypher No. 5. Die Deutschen erkannten zwar diesen Wechsel des „Schlüssels Frankfurt“, konnten aber das neue Verfahren nicht mitlesen und waren damit von dieser wichtigen Nachrichtenquelle so gut wie abgeschnitten.
Der US-amerikanische Historiker David Kahn unterstrich die kriegsgeschichtliche Bedeutung dieser Entzifferungen und zitierte eine anonyme Quelle: „If one man in German intelligence ever held the keys to victory in World War II, it was Wilhelm Tranow“ (deutsch: „Falls ein Mann in der deutschen Aufklärung jemals die Schlüssel zum Sieg im Zweiten Weltkrieg in Händen gehalten hat, dann war es Wilhelm Tranow“).
Kurz nach dem Krieg wurde er in der Marinenachrichtenschule in Flensburg-Mürwik vom alliierten (britisch-amerikanischen) TICOM (Target Intelligence Committee) zu deutschen Untersuchungen zur Sicherheit der Enigma-M4 im Jahr 1944 verhört. In dieser Zeit warb auch der britische Journalist und Geheimdienstmitarbeiter Sefton Delmer Mitarbeiter des in den letzten Kriegstagen nach Mürwik verlegten Marinenachrichtendienstes an. Mit ihrer Hilfe gründete Delmer im August 1945 in Hamburg die erste Nachrichtenagentur Deutschlands, den German News Service, der später den deutschen Namen Deutscher Pressedienst erhielt. Tranow war vermutlich unter diesen angeworbenen Mitarbeitern, denn bei der Gründung der Deutsche Presse-Dienst GmbH (dpd) als Nachfolger des GNS am 1. Januar 1947 wurden durch die britischen Behörden Wilhelm Tranow, vorher Leiter der dpd-Finanzabteilung, sowie der Wirtschaftsredakteur Dr. Wilhelm Grotkopp zu deren Geschäftsführern bestellt. Um 1950 war er später bei der Deutschen Presse-Agentur (dem Nachfolger des Deutschen Pressedienstes) beschäftigt.
Ein Mitarbeiter von Tranow war 1940/41 der Mathematiker und Logiker Paul Lorenzen (auf Vermittlung von Helmut Hasse).